# The Red King
The Red King är en brittisk thrillerserie vars första säsong hade premiär den 24 april 2024. Första säsongen, som består av sex avsnitt, är skapad av Toby Whithouse.

## Handling
Serien handlar om kriminalinspektör Grace Narayan som förflyttats till den ensliga ön St Jory i Wales. Här har lokalbefolkningen länge levt avskilda och utvecklat egna traditioner. När Grace börjar nysta i ett gammalt fall med en försvunnen pojke upptäcker hon att öborna ruvar på många dolda hemligheter.

## Rollista (i urval)
- Anjli Mohindra - Grace Narayan
- James Bamford - Owen Parry
- Lu Corfield - Lowri Bain
- Maeve Courtier-Lilley - Winter Bain
- Mark Lewis Jones - Gruffudd Prosser
- Marc Warren - Dr Ian Prideaux
- Rosie Sheehy - Elan Parry